# 天国と地獄 (テレビドラマ)
『黒澤明ドラマスペシャル・第一夜「天国と地獄」』は、2007年9月8日の21:00 - 23:36（JST）に、テレビ朝日系列で放送されたテレビドラマスペシャルである。通常この時間は、『土曜ワイド劇場』が放送されている枠である関係上、20:58 - 21:00には「みどころ」も放送された。視聴率20.3%。1963年に公開された黒澤明監督の映画『天国と地獄』のリメイク版であるが、舞台を21世紀の北海道小樽市に置き換えている。

## 原作（映画）との相違点
原作の映画を基に忠実に制作されているが、平成の時代設定や放送の時間制限（本作の方が原作に比べ全体時間が約15分程短い）にあうように改編されている。
時代背景上の相違点については、重要な部分以外できるだけ省くこととする。
- 苗字のある配役の多くに名前があてられている。原作で姓名ともに付けられたのは権藤夫妻、犯人の竹内そして子供のみであった。
- 犯人竹内銀次郎が本作冒頭から登場している。原作では身代金と子供の引き換えシーンの後で初めて登場する。
- 権藤金吾らの靴会社の名称。原作ではナショナルシューズであったが、本作ではフロンティアシューズである。
- 権藤の会社再建計画。原作では権藤が筆頭株主になって会社の実権を握るというプランまでしか描写されていなかったが、本作ではその後で別の会社と業務提携を組むプランまで立てている。
- （権藤が犯人に警察を呼べば人質を殺すと脅迫されていたために）私服警察官たちがカモフラージュとして権藤邸までパトカーなどではなく、デパートのトラックに乗って従業員姿でやって来るというシーンが本作では削られている（却って不自然であるため現代の誘拐事件捜査では好まれない方法）。
- 原作での戸倉の階級は警部であったが、本作では警視である。
- 身代金の紙幣の打ち分けが本作ではなされていない。
- 原作では顔も映らないような端役（ノンクレジット）だった共犯の人物描写が早い時間から比較的繊細に扱われている。一方で、各警察官個人の人物描写は減っている。なお、本作では共犯夫婦ということになっているが、原作では共犯の男女という説明しかされていない。
- （なお、『キングの身代金』では、犯人は「悪びれない職業的犯罪者」と「切実に現金を必要としている若い恋人たち」という三人組になっており、本作のほうが『キングの身代金』には近い関係になっている）
- 有名な身代金を投げるシーン。原作では洗面所から行ったが、本作では車掌室からである（乗務員用の窓以外に投げられるだけの窓の開く車両が現存しないため）。
- 身代金受け渡しの場所の近くで、犯人の車を目撃した人物。原作では牛を引き連れた百姓だが、本作では高齢の婦人である。
- 債権者の取り立てや、差し押さえのシーンが無い。
- 捜査会議や追跡捜査など、共犯にたどりつくまでの過程が大幅に削られている。
- 誘拐犯たちのアジト。原作では丘の上にある別荘であったが、本作では沿岸のドライブインである。
- 桃色の煙が立ち上る（身代金が入った鞄に燃やすと色を発する薬剤を仕込むという設定）シーン。原作では病院の廃棄物処理場の煙突から煙が上がる設定（有名なモノクロ画像に色が入るシーン）であったが、本作では廃棄物処理法の関係で漁師の焚き火からの煙となった。
- 竹内がバイヤーから麻薬を購入する場所。原作ではダンスホールであったが、本作では高級レストランである。
- 本作では麻薬バイヤーの人物描写が多少施されているが、原作では端役（ノンクレジット）であった。
- 原作では主犯である竹内が麻薬購入から共犯を殺害するために（実際は既に竹内によって殺害されており、警察によるおとり捜査であった）アジトに向かう途中、その効力を試す目的で麻薬街にいる禁断症状の出ている中毒者を一人簡易宿所において殺害するが、本作ではそのシーンが無い。
- 権藤が死刑執行前の竹内から刑事施設内での面談の際に現在の状況を聞かれ、原作では小さな靴会社に勤めているということであったが、本作では（個人経営の）靴屋で働いているということになっている。
- 本作ではエンディング中に権藤の働く様子が追加されている。原作では誘拐犯の竹内が面談室の金網をつかんで泣き叫ぶシーンで幕を閉じる。

## その他
- 身代金の入った鞄を走行中の特急電車の窓から豊平川の河川敷に投げ落とすシーンは、JR西日本681系の車両を使用して撮影された。
- 2011年1月6日、CS放送のテレ朝チャンネルで再放送された。

## 出演者
- 権藤金吾（フロンティアシューズ専務）：佐藤浩市
- 権藤伶子（金吾の妻）：鈴木京香
- 竹内銀次郎：妻夫木聡
- 刑事：杉本哲太
- 女刑事：杏
- 河西庸（権藤の秘書）：小澤征悦
- 青木要（権藤の運転手)：平田満
- 捜査本部長：津川雅彦（特別出演）
- 漁師（焚き火を行う男）：泉谷しげる
- 刑務官：本田博太郎
- 神谷光（フロンティアシューズ常務）：六平直政
- 石丸高士（フロンティアシューズ常務）：田口浩正
- 迫田明：篠井英介
- 迫田周子：吹石一恵
- 売人・マリ子（竹内の恋人）：井村空美
- 権藤純（権藤の息子）：神谷涼太（子役）
- 青木進一（青木の息子）：松田昂大（子役）
- 馬場栄（フロンティアシューズ　副社長）：橋爪功
- 田口警部：伊武雅刀
- 戸倉碧警視：阿部寛

ほか

## スタッフ
- 製作：テレビ朝日・東北新社クリエイツ
- 脚色・監督：鶴橋康夫
- 脚本：菊島隆三・久板栄二郎・小国英雄・黒澤明（※オリジナル脚本）
- 企画：早河洋
- チーフプロデューサー：五十嵐文郎
- プロデュース：黒田徹也・小越浩造・小橋智子
- 企画協力：黒澤プロダクション
- アドバイザー：岩永恵
- 音楽：仲西匡
- カースタント：カースタントTAKA
- 技術協力：ビデオスタッフ
- 美術協力：アックス
- 照明協力：東新
- 編集・MA：ザ・チューブ
- VFX：オムニバスジャパン
- 機材サプライ：アークビデオ
- ロケ協力：小樽フィルムコミッション、北海道薬科大学、AIRDO、JR西日本、JR西日本ロケーションサービス、金沢ニューグランドホテルほか

## 遅れネット局
- JRT四国放送（日本テレビ系列） - 2007年12月30日日曜日8:00 - 10:33
- BSS山陰放送（TBS系列） - 2008年1月2日火曜日12:00 - 14:30
- RKC高知放送（日本テレビ系列） - 2008年12月29日月曜日11:55 - 14:20
- KNB北日本放送（日本テレビ系列） - 2009年1月17日土曜日14:25 - 16:55